# Ратнер, Георгий Львович
Гео́ргий Льво́вич Ра́тнер (1 сентября 1923, Челябинск — 3 ноября 2001, Самара) — советский и российский хирург, основатель куйбышевской школы сосудистой хирургии, доктор медицинских наук, заведующий кафедрой факультетской хирургии Самарского государственного медицинского университета, председатель Самарского общества хирургов.

## Биография
Сын известного хирурга Льва Моисеевича Ратнера (1886—1953). Племянник члена партии эсеров Евгении Моисеевны Ратнер.
После окончания школы поступил в Московский энергетический институт. В связи с началом Великой Отечественной войны был мобилизован в числе других студентов, водил троллейбус в Москве взамен отправленных на фронт водителей. По просьбе направлен в Одесское артиллерийское училище, затем на фронт. Командир взвода оптической разведки, лейтенант. Получил четыре ранения, в том числе серьёзную травму правой кисти, приведшую к её контрактуре.
Из-за травмы кисти отказался от работы инженером и поступил в Свердловский медицинский институт, который окончил в 1949 году. Заинтересовался хирургией и, ради работы по специальности, стал разрабатывать травмированную кисть. Закончил клиническую ординатуру у профессора А. Т. Лидского. По её окончании уехал в Комсомольск-на-Амуре, где заведовал хирургическим отделением.
В 1954—1962 годах — доцент хирургической кафедры в Челябинском медицинском институте. В конце 1950-х — начале 1960-х годов увлёкся новыми в то время разделами хирургической медицины — торакальной и сердечно-сосудистой хирургией, и организовал первое на Урале отделение торакальной хирургии, где оперировал больных с заболеваниями легких, пищевода и сердца.
В 1955 году защитил диссертацию по реконструктивной хирургии артерий. Написал основополагающие книги «Пластика кровеносных сосудов» (1959), «Реконструктивная хирургия аорты и магистральных сосудов» (1965), «Заболевания кровеносных сосудов» (1969).
В 1962 году избран на должность заведующего кафедрой факультетской хирургии Куйбышевского медицинского института, которой продолжал заведовать на протяжении 39 лет. Под его руководством в клинике разработаны актуальные проблемы современной хирургии: восстановительные операции на сосудах, хирургия сердца, создание аппаратуры искусственного кровообращения, электростимуляция органов, хирургия легких, пищевода, желудка и желчевыводящих путей, симптоматической артериальной гипертензии и др. 
Ратнером написано более 250 научных работ, он - автор 12 изобретений, под его руководством защищено около 30 докторских и 70 кандидатских диссертаций.
Передавал опыт коллегам из клиник Парижа, Лиона, Марселя, Стокгольма, Амстердама, Чикаго, Сан-Франциско.
Под редакцией Г. Л. Ратнера вышли монографии «Экстракорпоральное кровообращение» (1965), «Гипербарическая оксигенация» (1979), «Хирургия аорты и артерий» (1982). Является автором книг для широкой аудитории — «Как написать медицинскую диссертацию», «Моя профессия — хирург», «Как сохранить молодость», «Как выйти живым из больницы» и четырех книг афоризмов.
Похоронен на городском кладбище в Самаре.

## Школа Г. Л. Ратнера

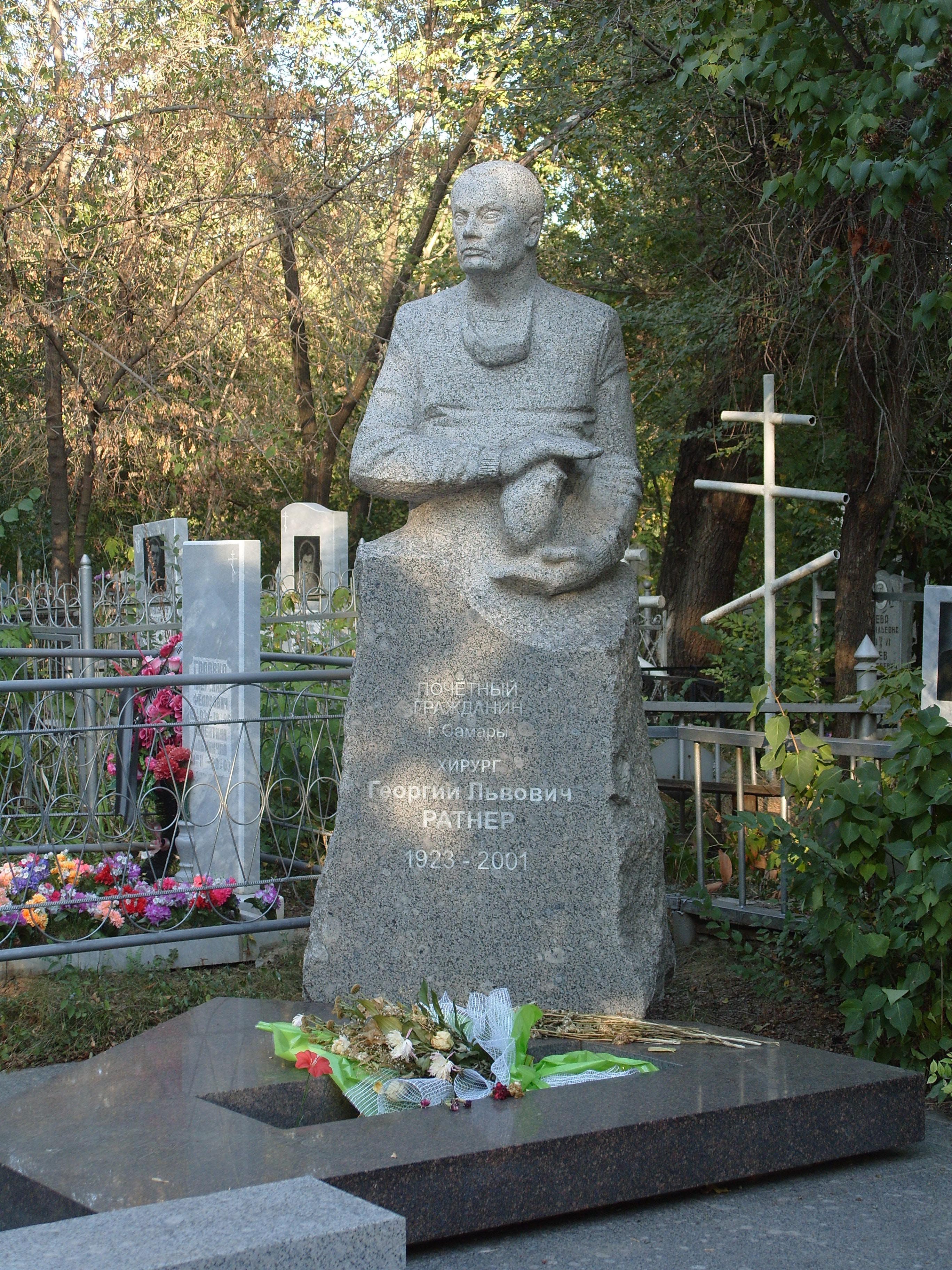
Памятник на могиле Георгия Львовича на Городском кладбище

Школа Г. Л. Ратнера включает 33 доктора и 91 кандидат медицинских наук, более 100 практических хирургов. Среди них — профессора, заведующие кафедрами:
- Белов Юрий Владимирович — заведующий отделением хирургии аорты Российского научного центра хирургии РАМН;
- Денисов Игорь Николаевич — проректор ММА им. И. М. Сеченова;
- Поляков Виктор Петрович — профессор кафедры кардиологии и кардиохирургии ИПО (Самара);
- Чернышёв Владимир Николаевич — до 2006 года заведующий кафедрой хирургии ИПО (Самара);
- Вачёв Алексей Николаевич — заведующий кафедрой факультетской хирургии СамГМУ;
- Белоконев Владимир Иванович — заведующий кафедрой хирургических болезней № 2 СамГМУ;
- Корымасов Евгений Анатольевич — доктор медицинских наук, профессор; директор ИПО СамГМУ, проректор по лечебной работе; заведующий кафедрой и клиникой хирургии ИПО СамГМУ (СОКБ им В. Д. Середавина); главный внештатный специалист Министерства здравоохранения Самарской области по хирургии.
- Михайлов Михаил Сергеевич — заведующий сердечно-сосудистым отделением № 12 в больнице им. Пирогова города Самара.

## Награды
- Почётный член шведского общества «Аорта».
- Почётный профессор Осакского университета.
- Член ряда международных хирургических обществ.
- Почётный гражданин Самары.
- Кавалер ордена Ленина.
- Кавалер ордена Отечественной войны I и II степени.
- Кавалер ордена Красной Звезды[2]
- Кавалер ордена Дружбы народов.
- Обладатель награды «Золотой академический Оскар» «за неоценимый вклад в культуру, науку и прогресс человечества».
- Кавалер 7 орденов и медалей.
- Обладатель Большой серебряной медали Кембриджа.

## Память
- В 2007 году 13-й проезд города Самары переименован в улицу Георгия Ратнера.
- 26 ноября 2007 года в Самаре открыта мемориальная доска Г. Л. Ратнеру.